# 森特里維爾 (伊利諾伊州)
森特里維爾（英語：Centreville）是一個位於美國伊利諾伊州聖克萊爾縣的城市。

## 地理
森特里維爾的座標為38°35′04″N 90°06′14″W / 38.58444°N 90.10389°W，而該地的平均海拔高度為126米（即413英尺）。

## 人口
根據2010年美國人口普查的數據，森特里維爾的面積為10.98平方千米，當中陸地面積為10.83平方千米，而水域面積為0.15平方千米。當地共有人口5309人，而人口密度為每平方千米483.52人。